# Elisa Silva
Elisa Silva (Madeira-szigetek, 1999. május 7. –) portugál énekesnő. 

## Életpályája
2013-ban a Regional de Talentos fesztiválon Câmara de Lobos-ban Elisa győzött a On My Own dallal.
2015-ben részt vett a Pop Idol énekverseny 5. fordulóban.
17 éves korában kezdte a jazz tanulmányait a madeirái konzervatóriumban.
2020. március 8-án részt vett a Festival da Cançãón melyet meg is nyert így ő képviselhette volna Portugáliát a 2020-as Eurovíziós Dalfesztiválon a Medo de sentir című dalával. A koronavírus világjárvány miatt az EBU törölte a 2020-as Eurovíziós Dalfesztivált.
2021-ben ő hirdette ki a portugál szakmai zsűri szavazatait az Eurovíziós Dalfesztiválon.

## Diszkográfia

### Kislemezek
- 2020: Medo de sentir

## Fordítás
- Ez a szócikk részben vagy egészben  az   Elisa Silva című holland Wikipédia-szócikk fordításán alapul.  Az eredeti cikk szerkesztőit annak laptörténete sorolja fel. Ez a jelzés csupán a megfogalmazás eredetét és a szerzői jogokat jelzi, nem szolgál a cikkben szereplő információk forrásmegjelöléseként.